# Manuel Gulde
Manuel Gulde (Mannheim, 1991. február 12. –) német labdarúgó, a SC Freiburg hátvédje.